# Cronologia do caso Dreyfus
Esta é uma cronologia dos acontecimentos ligados ao caso Dreyfus.

## 1894
- 27 de setembro: o comandante Henry, encarregado da contra-espionagem, chega com o "bordereau" na "Seção de Estatística" (Departamento de Espionagem e Contra-Inteligência do Ministério da Guerra), liderada pelo tenente-coronel Sandherr. Trata-se de uma carta dirigida a Max von Schwartzkoppen, o adido militar alemão estacionado em Paris. Uma investigação é aberta pelo ministério.
- 6 de outubro: A investigação interna leva à conclusão de que o autor do bordereau seria um estagiário do Estado-maior, artilheiro. As suspeitas recaem sobre o capitão Alfred Dreyfus, cuja escrita aparenta semelhança com a do bordereau.
- 9 de outubro: o general Mercier, ministro da Guerra, dá a ordem para abrir uma investigação oficial.
- 15 de outubro: o capitão Dreyfus é preso no Ministério da Guerra pelo comandante du Paty de Clam, nomeado oficial de polícia judiciária.[1]
- 29 de outubro: La Libre Parole, jornal antissemita, divulga as informações da prisão de um oficial francês por alta traição.
- 31 de outubro: O comandante du Paty de Clam apresenta ao Ministro da Guerra seu relatório sobre a investigação que acaba de conduzir.
- Novembro-dezembro: a imprensa nacionalista e antissemita orquestra uma vasta campanha.
- 19 a 21 de dezembro: O julgamento do capitão Dreyfus no conselho de guerra acontece a portas fechadas.
- 22 de dezembro: Alfred Dreyfus é condenado por unanimidade pelos juízes à degradação e deportação perpétua para a Guiana por alta traição. A toda ilegalidade, um arquivo secreto havia sido transmitido no dia anterior pelo comandante du Paty de Clam à Corte, sem o conhecimento da defesa e do acusado.[2]
- 31 de dezembro: A Corte de Cassação negou provimento ao recurso interposto por Alfred Dreyfus.

## 1895
- 5 de janeiro: o capitão Dreyfus é degradado em um pátio da Ecole Militaire. O condenado grita sua inocência.[2]
- 15 de janeiro: o governo de Dupuy é derrubado. O general Mercier deixa o ministério. O general Zurlinden o substitui.
- 17 de janeiro: Dreyfus parte para Saint-Martin-de-Ré.
- 9 de fevereiro: Uma lei estabelece um segundo local de detenção em um muro fortificado nas Ilhas de Salut (Guiana Francesa).
- 21 de fevereiro: Dreyfus parte para a Guiana.[1]
- 12 de março: Dreyfus chega à Guiana.
- 14 de abril: Dreyfus é transferido para a Ilha do Diabo.
- 14 de julho: Nomeado em 26 de junho para substituir o coronel Sandherr, gravemente doente, o chefe de batalhão Picquart se torna chefe do SR (Serviço de Inteligência).

## 1896
- 2 de março: Picquart descobre o "pequeno azul" escrito por Schwartzkoppen e dirigido ao comandante Esterhazy. A investigação do coronel Picquart sobre Esterhazy conclui que ele é o autor do "bordereau".[2]
- 29 de abril: General Billot se torna Ministro da Guerra no gabinete Meline.
- 5 de agosto: Picquart anuncia a seus superiores e ao ministro que o "bordereau" está nas mãos de Esterhazy.
- 31 de agosto: Picquart estuda o arquivo secreto.
- 1.º de setembro: Picquart anuncia a seus superiores que o arquivo secreto não contém evidências contra Dreyfus.
- 14 de setembro: O jornal L'Eclair, tentando provar "irrefutavelmente" a culpa de Dreyfus, revela a comunicação de documentos secretos aos juízes do Conselho de Guerra, manobra totalmente ilegal.
- 16 de setembro: A Sra. Lucie Dreyfus solicita a revisão do julgamento do marido por violação das regras do procedimento militar.
- 1 de novembro: o Comandante Henry decide concluir o arquivo Dreyfus pela falsificação. Uma das peças que ele fez será chamada de "faux Henry" (falso Henry).
- 6 de novembro: Uma brochura de Bernard Lazare intitulada Um erro judicial. A verdade sobre o caso Dreyfus é publicada em Bruxelas.
- 10 de novembro: Le Matin publica um fac-símile do bordereau.
- 14 de novembro: O tenente-coronel Picquart é nomeado para a Tunísia.
- 18 de novembro: Interpelado na Câmara, o general Billot diz que as regras de procedimento militar foram respeitadas no contexto dos debates e do julgamento de Dreyfus.

## 1897
- Janeiro: O chefe de batalhão Henry é nomeado Chefe do SR.
- 21-29 de junho: Picquart confidencia, sob o selo do segredo, suas descobertas a Louis Leblois, seu amigo advogado.
- 13 de julho: Leblois confia em Scheurer-Kestner, vice-presidente do Senado e o convence da inocência de Dreyfus.
- 16 de outubro: Os oficiais Gonse, Henry e Paty de Clam, decidem proteger Esterhazy, prevenindo-o de acusações das quais ele será o objeto.
- 5 de novembro: Gabriel Monod alega o erro de justiça sofrido por Dreyfus no jornal Le Temps.
- 11 de novembro: Mathieu Dreyfus, que aprendeu, graças ao banqueiro Castro, quem é o verdadeiro autor do "bordereau", encontrará Scheurer-Kestner, que confirma suas informações.
- 16 de novembro: Os jornais da manhã publicam uma carta de Mathieu Dreyfus ao Ministro da Guerra, denunciando Esterhazy como o autor do "bordereau". O que causa a abertura de uma investigação.[2]
- 25 de novembro: Émile Zola publica seu primeiro artigo em favor da causa de Dreyfus em Le Figaro.
- 28 de novembro: Le Figaro publica trechos de cartas de Esterhazy. Em la lettre du Uhlan, ele afirma sonhar em entrar em Paris à frente de um regimento de cavalaria e matar cem mil franceses.
- 14 de dezembro: Zola publica Lettre à la jeunesse, depois de publicar Procès-verbal em Le Figaro.
- 26 de dezembro: Depois de estudar o "bordereau", os três especialistas, Belhomme, Varinard e Couard, submetem suas conclusões ao comandante Ravary: eles afirmam que o documento não é obra de Esterhazy.

## 1898
- 1.º de janeiro: O julgamento do comandante Esterhazy é decidido de forma original: é Esterhazy quem se pede para ser julgado. Foi o SR francês que o recomendou.
- 11 de janeiro: O Conselho de Guerra, a portas fechadas, absolve Esterhazy por unanimidade.
- 13 de janeiro: Zola publica J'accuse, em L'Aurore.[1] O coronel Picquart é condenado a sessenta dias de fortaleza e encarcerado no Mont-Valerien.
- 18 de janeiro: o General Billot reclama contra Emile Zola e L'Aurore.
- 7 de fevereiro: O julgamento de Emile Zola começa na Corte de Assises do Sena.
- 23 de fevereiro: Emile Zola é condenado por difamação à pena máxima, um ano de prisão e multa de 3.000 francos.[2]
- 25 de fevereiro: o coronel Picquart é reformado. É criada a Liga Francesa para a Defesa dos Direitos do Homem e do Cidadão.
- 9 de março: O processo movido contra Zola pelos três especialistas em escritos implicados por Émile Zola em J'accuse, ocorre perante a 9.ª câmara correcional.
- 2 de abril: A Câmara Criminal da Corte de Cassação anula a sentença de 23 de fevereiro por defeitos de forma.[2]
- 8 de abril: O Conselho de Guerra reclama de forma contra Emile Zola. O novo julgamento é em julho.
- 16 de junho: A Corte de Cassação nega provimento ao recurso de cassação de Fernand Labori de 23 de maio.
- 7 de julho: Cavagnac, novo ministro da Guerra, afirma em discurso na Câmara, que detém as evidências irrefutáveis da culpa de Dreyfus por meio de três documentos extraídos do "arquivo secreto".
- 9 de julho: Picquart discursa por escrito ao presidente do Conselho, afirmando que, das três exposições apresentadas por Cavaignac, duas são deliberadamente mal direcionadas e a terceira é uma falsificação. O ministro apresenta uma queixa contra Leblois e Picquart, de acordo com as leis de espionagem.
- 13 de julho: Picquart está ligado à saúde.
- 18 de julho: Émile Zola é condenado novamente em Assises. Ele fugiu para a Inglaterra para escapar da prisão.
- 10 de agosto: Jean Jaurès escreve uma série de artigos em La Petite République (intitulada Les Preuves).
- 12 de agosto: Após um pedido do promotor Feuilloley, a câmara de acusação proferiu uma sentença de demissão em favor de Esterhazy. Ele é libertado.
- 13 de agosto: O "falso Henry" é descoberto[3] pelo capitão Cuignet, adido militar de Cavagnac.
- 30 de agosto: o major Henry confessa na presença do ministro Cavaignac; ele é preso no local e levado a Mont-Valerien.[2][3]
- 31 de agosto: o comandante Henry comete suicídio em sua cela com a garganta cortada com uma navalha.[2]
- 3 de setembro: Cavaignac renuncia.
- 22 de setembro: o coronel Picquart está trancado na prisão de Cherche-Midi.
- 27 de outubro: A Divisão Penal do Corte de Cassação inicia o exame do pedido de revisão.
- 29 de outubro: Ela declara admissível o pedido e decide realizar uma investigação.

## 1899
- 6 de janeiro: Jules Quesnay de Beaurepaire, presidente da câmara civil da Corte de Cassação, acusa a câmara criminal de preconceito contra o coronel Picquart e pede uma investigação.
- 9 de fevereiro: A Divisão Criminal encerra sua investigação sobre a revisão.
- 16 de fevereiro: Morre Félix Faure, que era um determinado oponente da revisão.
- 31 de março: Le Figaro inicia a publicação da ata da investigação conduzida pela câmara criminal da Corte de Cassação.
- 24 de abril: Começam as audiências da Corte de Cassação.
- 1.º de junho: Paty de Clam é preso.
- 3 de junho: A Corte de Cassação anula a sentença de 1894 e determina um novo Conselho de Guerra.
- 9 de junho: Alfred Dreyfus deixa a Ilha do Diabo.
- 13 de junho: Picquart obtém uma demissão.
- 1.º de julho: Dreyfus é trancado na prisão militar de Rennes em sua chegada à França.
- 18 de julho: Le Matin publica uma história de Esterhazy, na qual ele admite ser o autor do bordereau, mas "sob o ditado", obedecendo às ordens de seus chefes.
- 7 de agosto: O julgamento de Alfred Dreyfus é aberto perante o Conselho de Guerra da Xª região militar de Rennes.
- 14 de agosto: Em Rennes, o advogado Fernand Labori é vítima de uma tentativa de assassinato.
- 8 de setembro: Edgar Demange pleiteia sozinho porque Fernand Labori desistiu de seu argumento no interesse de Dreyfus.
- 9 de setembro: Alfred Dreyfus é novamente condenado a dez anos de prisão, mas desta vez com "circunstâncias atenuantes".[3]
- 19 de setembro: Alfred Dreyfus é perdoado pelo Presidente da República, Émile Loubet.[3]
- 17 de novembro: O governo estabelece uma lei de anistia cujo anúncio desencadeia fortes críticas porque abriga todos os instigadores do caso.

## 1900 à 1906
- 24 de dezembro de 1900: O Senado vota a lei de anistia sobre todos os fatos relativos ao caso Dreyfus. Os autores militares e civis do complô nunca serão processados.[2]
- 29 de setembro de 1902: Émile Zola morre em Paris como resultado de envenenamento por monóxido de carbono em seu apartamento.
- 5 de outubro de 1902: Émile Zola é enterrado no cemitério de Montmartre. Anatole France faz um discurso: "Vamos imaginar, foi um momento de consciência humana."
- 26 de novembro de 1903: Alfred Dreyfus escreve ao Ministro da Justiça para solicitar uma revisão do julgamento de Rennes.
- 1904-1906: A Corte de Cassação inicia um procedimento e realiza uma investigação meticulosa.
- 12 de julho de 1906: A Corte de Cassação, todas as câmaras reunidas, anula o julgamento do Conselho de Guerra de Rennes e diz que a sentença contra Alfred Dreyfus foi pronunciada "incorretamente".[2][3]
- 13 de julho de 1906: A Câmara aprova uma lei que restabelece Dreyfus no exército com o posto de chefe de esquadrão e Picquart com o posto de general de brigada.
- 21 de julho de 1906: Alfred Dreyfus é feito cavaleiro da Legião de Honra.[2]